# 共聚物

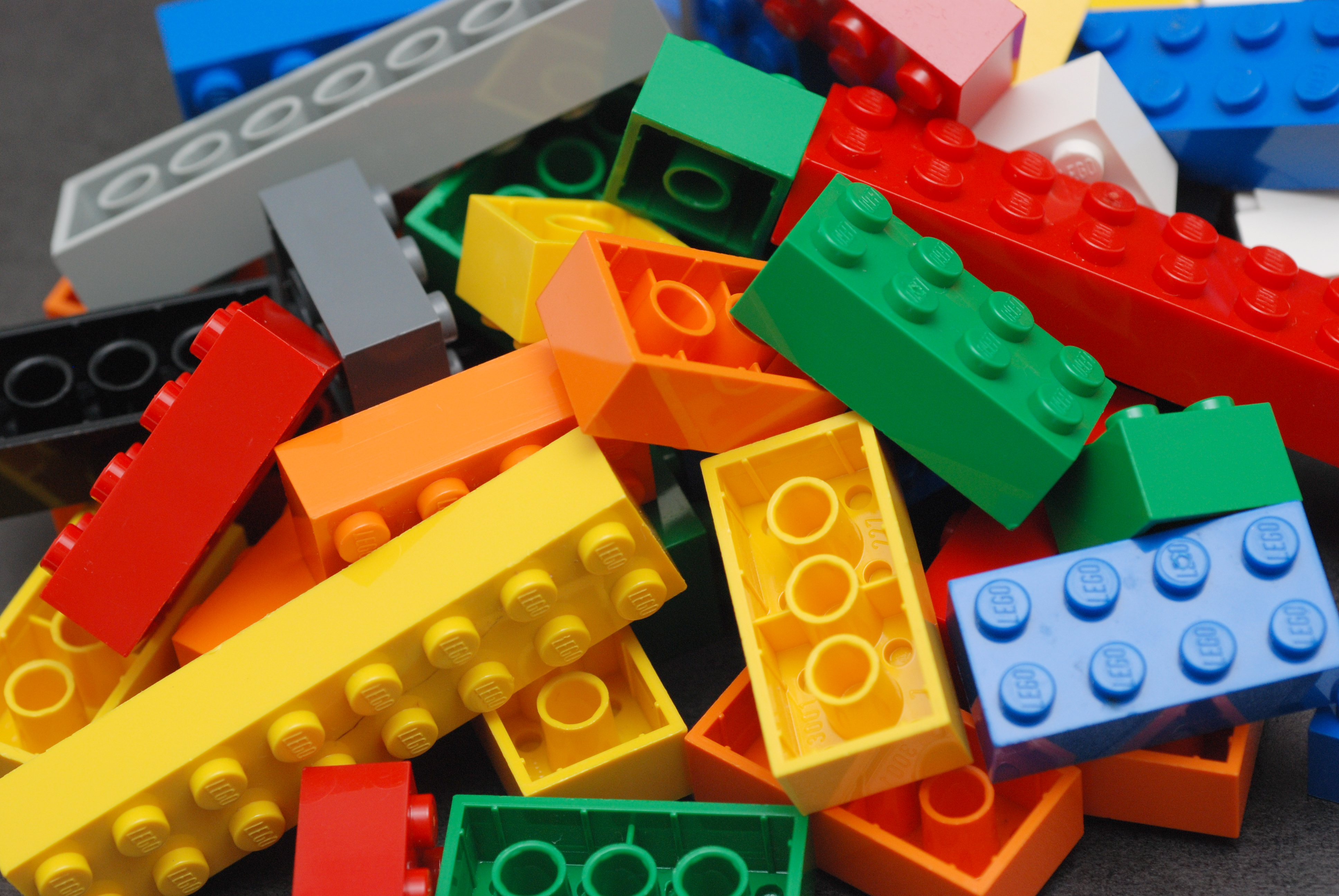
ABS树脂制成的乐高玩具

共聚物（英語：copolymer）又称 杂聚物（heteropolymer）、异聚物，是由两种或更多单体聚合所形成的聚合物，与之对应的是只有一种单体聚合而成的均聚物。共聚物的结构中具有至少两种结构单元，结构单元之间以化学键连接，这和两种聚合物用机械或物理混合形成的共混物不同。
相对于只有一种结构单元，性能较为单一的均聚物，共聚物中结构单元的种类和含量可以有较灵活的选择，从而实现了性能上的拓展和改进。对于有些自身难以发生均聚的单体如马来酸酐，也可以通过和其他单体形成共聚物来扩大其使用范围。常见的共聚物有丙烯腈-苯乙烯-丁二烯共聚的ABS树脂、乙丙橡胶、丁苯橡胶、丁腈橡胶、苯乙烯-异戊二烯-苯乙烯共聚物（SIS树脂）、乙烯/醋酸乙烯酯共聚物等。

## 共聚物类型

聚合物的分类，从上而下分别是均聚物，交替共聚物，无规共聚物，嵌段共聚物和接枝共聚物

由于共聚物包含至少两种结构单元，它可以根据其结构单元的排列顺序分成四种共聚物，右上图给出了当结构单元为A和B时的情况共聚物的命名是将两单体之间加连接号，然后用括号括起，前面加上聚字，比如聚（丁二烯-苯乙烯）。国际命名中常在两单体名间加入alt、ran、b、g和分别代表交替、无规、嵌段和接枝共聚物，比如Poly(Styrene-alt-Maleic Anhydride)即苯乙烯-马来酸酐的交替共聚物。
- 交替共聚物（Alternating copolymers）：共聚物中两结构单元A和B严格交替相间，两者在共聚物中的摩尔分数均约为50%。
- 无规共聚物（Random copolymers） ：共聚物中两结构单元A和B随机出现，其中A和B自身连续的单元数不多，一般在几个到十几个。从统计上看，无规聚合物的某结构单元在聚合物链上一段的含量等于其在整个聚合物中的含量[3]。
- 嵌段共聚物（Block copolymers），由较长的只有结构单元A的链段和较长的只有结构单元B的链段构成，其中每一链段可达到几百到几千结构单元。近来随着可控自由基聚合反应的发展，出现了如右图所示的梯度聚合物。其A和B的结构单元的组成随主链的延伸而渐变，不像无规和交替共聚物那样基本不变，也不像接枝共聚物那样呈现突变关系[4]。
- 接枝共聚物（Graft copolymers），接枝共聚物在结构上属于支化聚合物，其不仅有主链，还有较长的支链，且主链和支链是由不同的种结构单元组成，如右上图中（5）所示，主链全部是结构单元A，而支链全部是结构单元B。有时候，接枝聚合物的主链和支链可能都是共聚物，比如主链是A和B的无规共聚物，支链是A和B的交替共聚物，整体仍然是接枝共聚物。

例如
PP均聚料是以丙烯为单体聚合而成的高分子材料，PP材料结晶性高，刚性大，但抗冲击性差，耐低温性较差;
PP共聚料系丙烯单体添加少量乙烯单体共同聚合得到的高分子聚合物，添加少量乙烯单体作为聚合物单元，由于乙烯分子柔顺性较好，且乙烯单体的引入，降低了PP的结晶取向，从而改善了聚合物的抗冲击性能（尤其是低温下）;
PP均聚料主要应用于日用制品餐具，文具，玩具等，可注塑，也可吹塑；
PP共聚料由于强度较好，可应用于各种家用电器（如冰箱，空调，洗衣机，卫浴洁具）配件，容器制品等等。

## 共聚物的合成和结构

### 接枝共聚
接枝共聚最常用的方法是通过链转移反应使聚合物的主链上产生自由基，然后引发另一单体的聚合反应，产生另一单体构成的支链。对于二烯烃类聚合物，比如聚丁二烯、丁苯橡胶、天然橡胶等，主链上有双键，可以通过在双键处或烯丙基处产生自由基，进而产生支链。比如高抗冲聚苯乙烯（HIPS）就是就是靠引发剂在聚丁二烯的双键处产生自由基所制备的:304-307。
此外，预先合成主链和支链，然后通过两者之间的化学反应将支链接到主链上也是常用的合成手段，比如带酯基、酐基等亲电侧基的聚合物很容易与活性聚合物末端的阴离子发生偶合，从而制备预定结构的接枝共聚物。

### 嵌段共聚
嵌段共聚物主要的合成方法有两种：

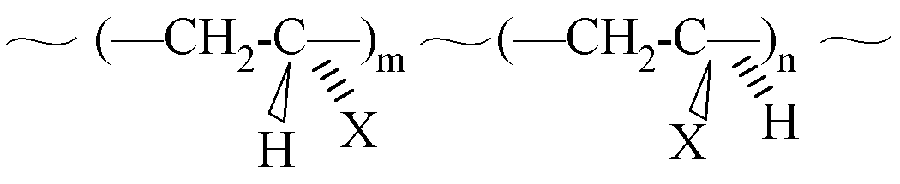
立体嵌段共聚物

一是先进行一种单体的聚合反应，所形成的活性的链段与另一种单体反应。合成方面的困难主要在于如何保留活性种的活性和控制所得嵌段的分子量，通常采用原子转移自由基聚合，开环聚合，活性离子聚合等方式进行常见的实例是合成苯乙烯-丁二烯-苯乙烯树脂（SBS），使用丁基锂引发活性阴离子聚合，依次加入苯乙烯、丁二烯和苯乙烯通常，形成分子量为1-1.5万的苯乙烯链段和分子量为5-10万的丁二烯链段。类似的方法还可以合成聚苯乙烯-b-聚甲基丙烯酸甲酯（PS-b-PMMA）等嵌段共聚物:307-309。
二是通过两种活性链段之间的反应（自由基偶合、端基间化学反应）形成嵌段共聚物。比如将聚苯乙烯和聚乙烯两种均聚物塑炼，形成带有自由基的两种链段，两种链段偶合后会产生聚苯乙烯-聚乙烯嵌段聚合物，但会混有均聚物的组分。2006年起研究者开始使用链穿梭过程合成嵌段聚合物已成功合成了四嵌段的聚合物。链穿梭反应在合成嵌段共聚物中特殊的“立体嵌段共聚物”，上很有用处。立体嵌段聚合物指的是两种结构单元的化学组成相同，但互为立体异构体。

## 相分离

苯乙烯-丁二烯嵌段聚合物溶液结构示意图，丁二烯倾向于和溶剂分子混合，而苯乙烯则形成胶束

嵌段聚合物在一定温度下会发生相分离现象，但一般的相分离体系如水和油，油滴的尺寸在微米尺度，而嵌段聚合物的嵌段间有化学键的链接，形成的相结构只有几十到几百纳米，所以被称为微相分离（microphase separation）。嵌段共聚物的相转变温度主要取决于几个参数，总聚合物{\displaystyle N}, 拓扑结构参数（官能度）{\displaystyle n}，某嵌段所占的体积分数{\displaystyle f}主要影响相行为中的熵，而嵌段之间的弗洛里-哈金斯相互作用系数{\displaystyle \chi }则影响焓:96-99。一般认为当{\displaystyle \chi N}大于10.5时，嵌段聚合物就会发生微相分离，{\displaystyle \chi N}远远大于10.5时，相界面变得愈加陡峭
随着嵌段所占的体积分数不同，嵌段聚合物相分离后形成的相结构微区形貌也不同，存在球状相、六方柱状相、层状相和双连续回转状相等结构，这些相结构微区经过适当处理后，可以形成类似晶体点阵的形态结构，从而在纳米模板、纳米尺度分离、催化剂和半导体器件方面有潜在的应用价值。嵌段聚合物的溶液由类似的情况，某些嵌段倾向于与溶液混合，另一嵌段则倾向于与其他链的该嵌段聚集形成胶束，最终在不同浓度的情况下可以形成各种有序相:99-100。

## 共聚物组成方程
由两种以上单体生成共聚物的化学反应称为共聚反应。一般说来，单体有和自身发生均聚反应与和另一单体发生共聚反应两种趋势，其均聚反应和共聚反应的链增长速率常数之比被定义为竞聚率{\displaystyle r}，通过一些合理的假定，可以得到描述共聚物瞬间组成和单体组成之间的关系马约-路易斯方程
{\displaystyle {\frac {d\left[M_{1}\right]}{d\left[M_{2}\right]}}={\frac {\left[M_{1}\right]\left(r_{1}\left[M_{1}\right]+\left[M_{2}\right]\right)}{\left[M_{2}\right]\left(\left[M_{1}\right]+r_{2}\left[M_{2}\right]\right)}}}
也可以用摩尔分率表示：
{\displaystyle F_{1}={\frac {r_{1}f_{1}^{2}+f_{1}f_{2}}{r_{1}f_{1}^{2}+f_{1}f_{2}+r_{2}f_{2}^{2}}}}
其中{\displaystyle f}代表单体占单体混合物的摩尔分率，{\displaystyle F}代表结构单元在共聚物中的摩尔分率。
从方程中可看出对共聚反应控制的两种主要途径，一是选择合适竞聚率的单体。比如马来酸酐和醋酸2-氯烯丙基酯这一体系，两种单体在其中的竞聚率都等于0，表明两者都很难发生均聚，易于和另一种单体共聚，此时所得到的就是交替共聚物。二是可以通过改变单体的用量来调节共聚物的组成，比如{\displaystyle r_{1}>0,r_{2}=0}表明第一种单体可以均聚或共聚，第二种单体只易共聚，此时若想得到交替共聚物，就需要让第二种单体过量颇多来阻止第一种单体均聚的趋势:126-128。